# Larmor-Baden

Larmor-Baden este o comună în departamentul Morbihan, Franța. În 1 ianuarie 2022 avea o populație de 891 de locuitori.